# راهيان نور

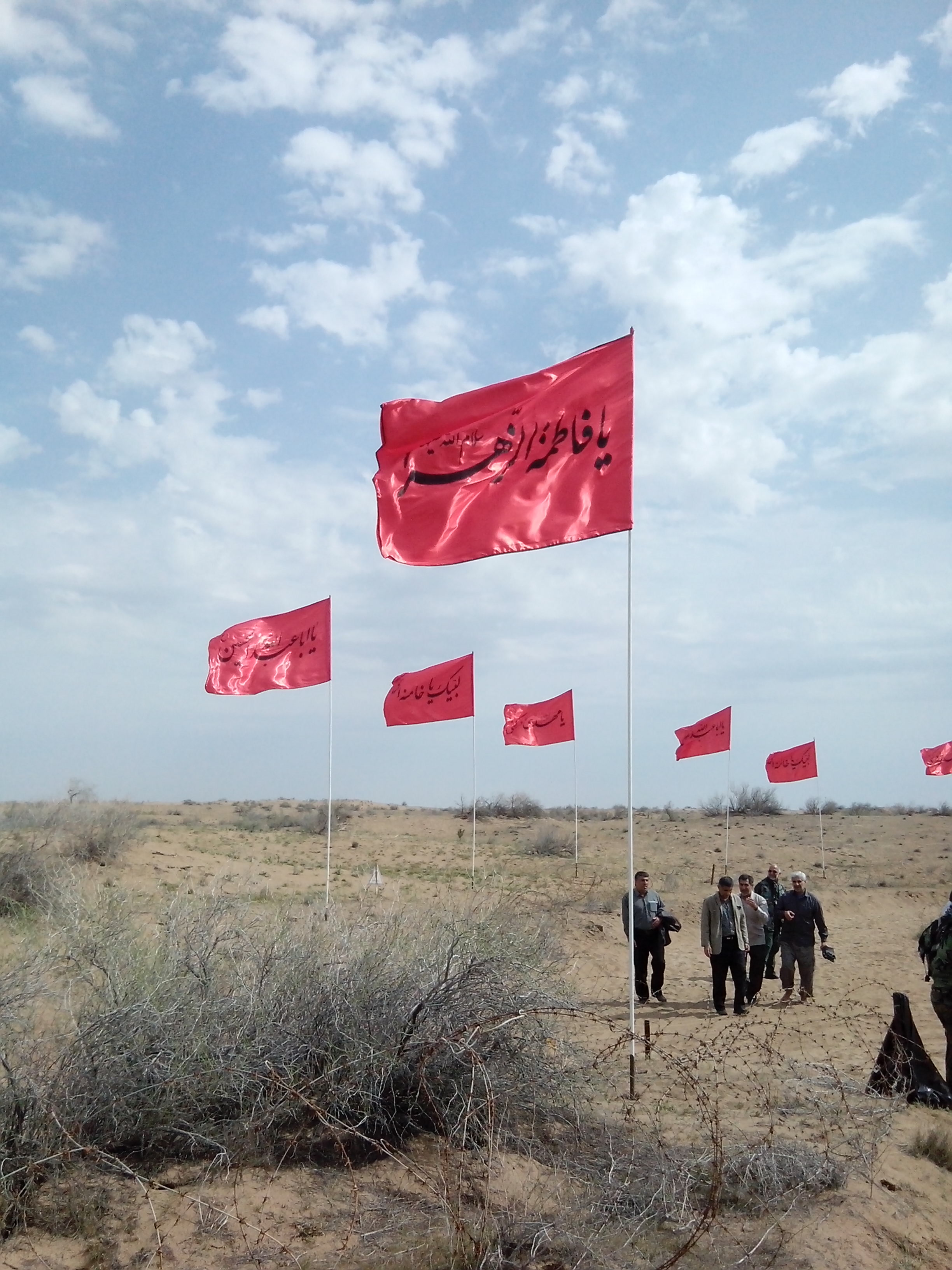
فكة، إحدى مناطق الحرب العراقية الإيرانية

راهيان نور (بالفارسية: راهیان نور) أو ركّاب النور، هي مجموعة القوافل الدينية والسياسية التي تتنقل بين مناطق الزيارة في جنوب وجنوب غرب إيران لإحياء ذكرى الجهود الإيرانية والأرواح التي فقدت في الحرب الإيرانية العراقية. عادة ما تسافر قوافل راهيان نور إلى مناطق الحرب في وقت قريب من نوروز - رأس السنة الإيرانية - وأثناء العطلة الصيفية.

## تاريخ
تأسست راهيان نور في عام 1997 من قبل فرع الطلاب في الباسيج. تم اختيار اسمها من قبل المنظمات العسكرية للثورة الإسلامية الإيرانية. قام المرشد الأعلى لإيران آية الله خامنئي بزيارة مناطق الحرب العراقية الإيرانية في عامي 1999 و 2002 لدعم الحركة. في عام 2005، أمر بإنشاء قسم فرعي لـحرس الثورة الإسلامية بعنوان «مؤسسة حفظ ونشر أعمال وقيم الدفاع المقدس» لدعم القوافل رسميًا.
«ظل الأرض» عنوان سلسلة تصوير عباس كوثري تمت مقارنتها مع كتاب روبرت فيسك «الحرب العظمى من أجل الحضارة»، الذي ناقش الحرب العراقية الإيرانية ووصف الأوضاع العامة وردود الفعل على الصراع. سلسلة كوثري تصور مئات الآلاف من الزوار الإيرانيين خلال راهيان نور، الذين فقد الكثير منهم عائلاتهم في الحرب.

## سياحة الحرب
تعد الزيارة السياحية لمناطق الحرب العراقية الإيرانية عنصرًا رئيسيًا في صناعة السياحة الإيرانية. يُزعم أن هذا المشروع يسعى إلى تثقيف السياح المحليين والأجانب أثناء زيارتهم لمناطق الحرب، على الرغم من أن البعض يعتبرها مجهودًا دعائيًا يعزو بعض الباحثين في مجال السياحة اهتمام الزائر إلى الحنين إلى الماضي والعوامل الثقافية.

## استقبال
خلال برنامج راهيان نور 2010، أشاد آية الله خامنئي بالحدث في خطاب، قائلاً: «يجب ألا ينسى الإيرانيون أبدًا الوقت الحساس والتاريخي والمشرف للدفاع المقدس لأنه كان تجربة لا تقدر بثمن.»

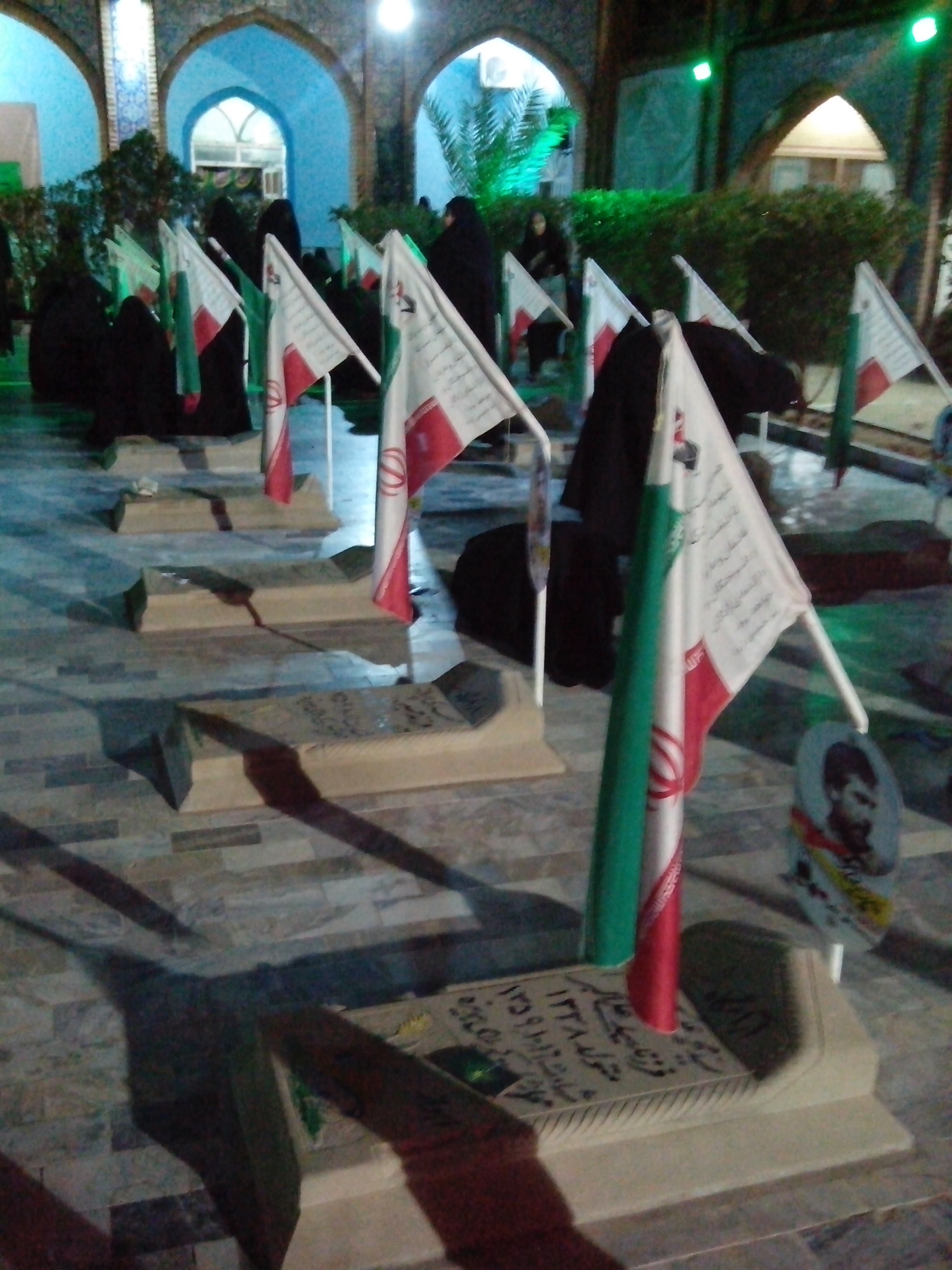
قبور جنود في الحويزة

## روابط خارجية
- مركز معلومات منظمة راهيان نور